# Клінтон (Британська Колумбія)
Клінтон (англ. Clinton) — селище у провінції Британська Колумбія, Канада. Розташоване в окрузі Томпсон-Нікола.

## Галерея

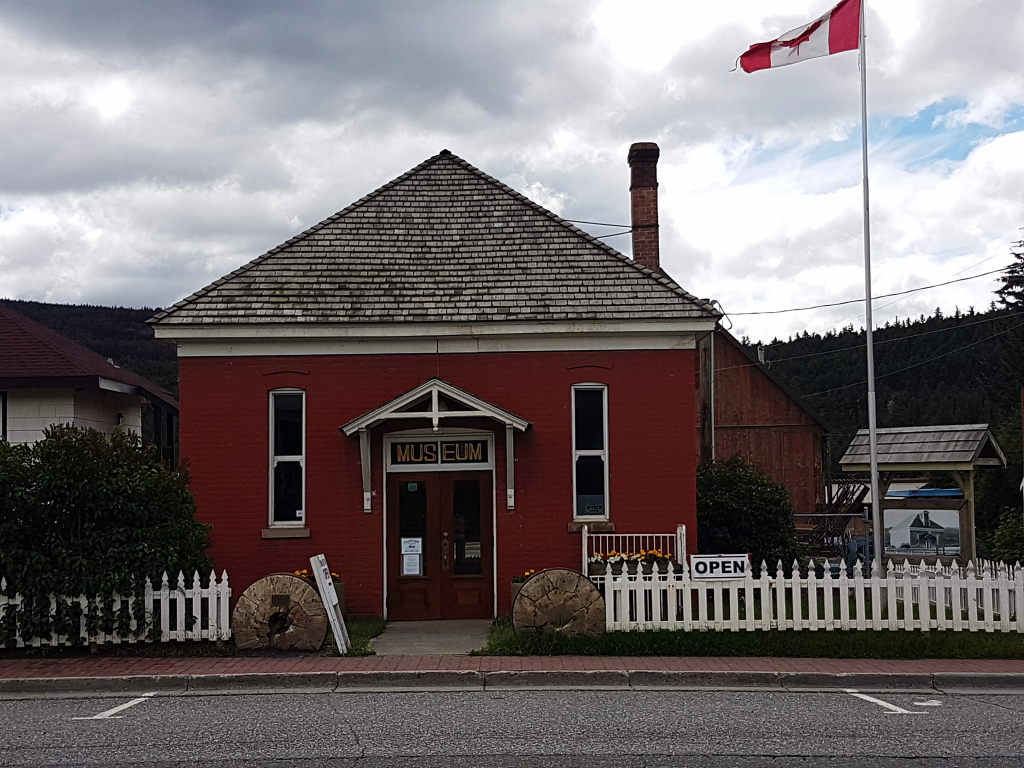
Клінтонський музей
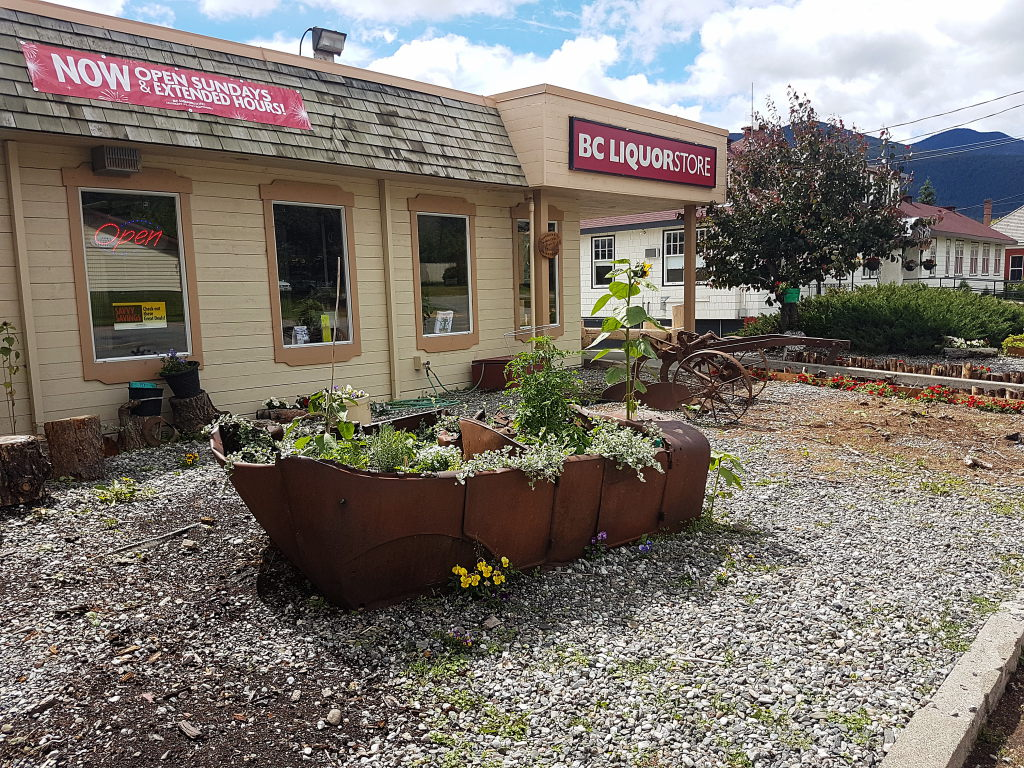
Магазин алкогольних напоїв BC Liquor Stores

## Зовнішні посилання
- Офіційний сайт [Архівовано 13 червня 2019 у Wayback Machine.]